# Retziaceae
Famille
Classification APG II (2003)
Classification APG III (2009)
La famille des Retziaceae ou Retziacées regroupe des plantes dicotylédones.
En classification classique de Cronquist (1981) elle ne comprend qu'une seule espèce Retzia capensis du genre Retzia, d'Afrique du Sud.
La classification phylogénétique APG II (2003) et la classification phylogénétique APG III (2009) assignent cette espèce aux Stilbacées. Des classifications plus anciennes avaient assigné cette espèce aux Loganiacées. 